# Campionat Panamericà de futbol
El Campionat Pan-americà de futbol fou una competició internacional de futbol disputada a Amèrica, organtizada per la Confederació Pan-Americana de futbol, entre 1952 i 1960.

## Resultats
Font:
| Any          | Seu        | Classificació | Classificació | Classificació | Classificació |
| Any          | Seu        | Campió        | Finalista     | Tercer        | Quart         |
| ------------ | ---------- | ------------- | ------------- | ------------- | ------------- |
| 1952 Detalls | Xile       | Brasil        | Xile          | Uruguai       | Perú          |
| 1956 Detalls | Mèxic      | Brasil        | Argentina     | Costa Rica    | Perú          |
| 1960 Detalls | Costa Rica | Argentina     | Brasil        | Mèxic         | Costa Rica    |

## Palmarès
| Equip      | Campió | Finalista | Tercer | Quart |
| ---------- | ------ | --------- | ------ | ----- |
| Brasil     | 2      | 1         | 0      | 0     |
| Argentina  | 1      | 1         | 0      | 0     |
| Xile       | 0      | 1         | 0      | 0     |
| Costa Rica | 0      | 0         | 1      | 1     |
| Mèxic      | 0      | 0         | 1      | 0     |
| Uruguai    | 0      | 0         | 1      | 0     |
| Perú       | 0      | 0         | 0      | 2     |